# アン・ウルフ (ボクサー)
アン・ウルフ（Ann Wolfe、1971年1月17日 - ）は、アメリカ合衆国の元女子プロボクサー。テキサス州オースティン出身。

## 来歴
1998年10月17日、オレゴン州でプロデビュー。
その後、1無効試合を挟みながら勝ち星を積み重ね、2000年11月30日、当時IWBF世界スーパーミドル級チャンピオンだったヴァレリー・マーフードとノンタイトルを戦い、3RTKO負け。これがプロキャリア唯一の黒星となる。
その後2戦をKO勝ちして迎えた2001年5月15日、ハワイ州ホノルルにてヴィエンナ・ウィリアムスとのIFBA世界ライトミドル級王座決定戦に挑み、3-0判定勝ちで初タイトル獲得。
2001年11月16日、地元オースティンでの初試合としてジーナ・ニコラスを相手にWIBA同級王座決定戦に挑戦。3RTKOで勝利し、2冠を獲得。
2002年6月21日、マーシャ・バレーとのIFBA世界スーパーミドル級王座決定戦に挑み、6RTKO勝ちで2階級制覇達成。
12月21日、今度はWIBC王座を懸けてバレーと再戦。10RTKO勝ちでスーパーミドル2冠達成。
2003年8月23日、NABA女子同級王座を懸けて因縁のマーフードと対戦。判定を制して3年前のリベンジを果たした。
2004年5月8日、ヘビー級世界チャンピオンのヴォンダ・ウォードを1RKO勝ちする大番狂わせを演じ、IBA・WIBAライトヘビー級王座獲得。3階級制覇達成。
2005年6月18日、バレーと3度目の対戦。これを6RTKOで勝利してIBA王座を防衛。
8月20日、マーフードとのラバーマッチを判定で制してWIBA王座防衛。
2006年8月4日、リサ・エステッドを判定で退け、この試合を最後に引退。
現在はトレーナーとして後進の指導に当たっている。
2010年に娘であるジェニファー・フェン・ウルフがプロデビュー。

## 戦績
- 26戦24勝（16KO）1敗1無効試合

## 獲得タイトル
- IFBA世界ライトミドル級王座
- WIBA世界ライトミドル級王座
- IFBA世界スーパーミドル級王座
- WIBC世界スーパーミドル級王座
- NABA女子スーパーミドル級王座
- IBA女子世界ライトヘビー級王座
- WIBA世界ライトヘビー級王座